# Dirndl

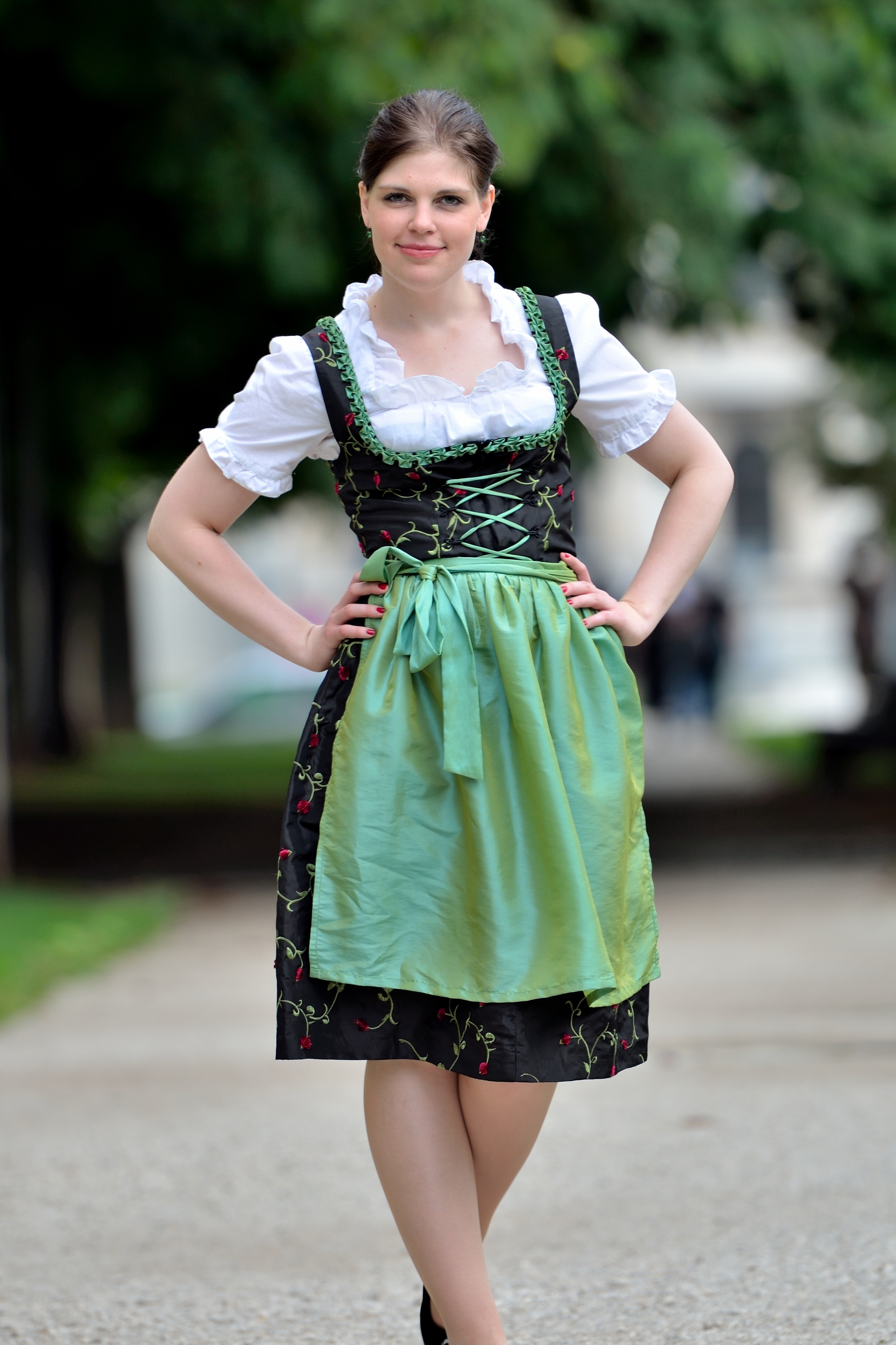
„Dirndl“ mit Schnürung und grüner Schürze

Ein Dirndl ist ein bayerisches und österreichisches Trachtenkleid, das gegen Ende des 19. Jahrhunderts erfunden wurde und heute vielfach als typisch alpenländische Tracht angesehen wird.

## Begriffserklärung
Dirndl ist eine Verkleinerungsform von Dirn – der bairisch-österreichischen Variante von hochdeutsch Dirne – und bezeichnet in den entsprechenden Mundarten auch noch im heutigen Sprachgebrauch schlicht ein junges Mädchen (vgl. auch niederdeutsch Deern), während im modernen Sprachgebrauch manchmal die negativ belegte Bedeutung „Prostituierte“ (siehe Dysphemismus) assoziiert wird. Bis etwa Mitte des letzten Jahrhunderts war Dirn auch die gebräuchlichste oberdeutsche Bezeichnung für eine in der Landwirtschaft beschäftigte Magd (auch hochdeutsch Dirne wurde speziell für junge Frauen niederen Standes und insbesondere Dienstboten in Haus- und Landwirtschaft gebraucht). Dirndlgewand ist die vollständige Bezeichnung für die Kleidung dieses Personenkreises. Heutzutage wird der Ausdruck vielfach zu Dirndl verkürzt.

## Geschichte

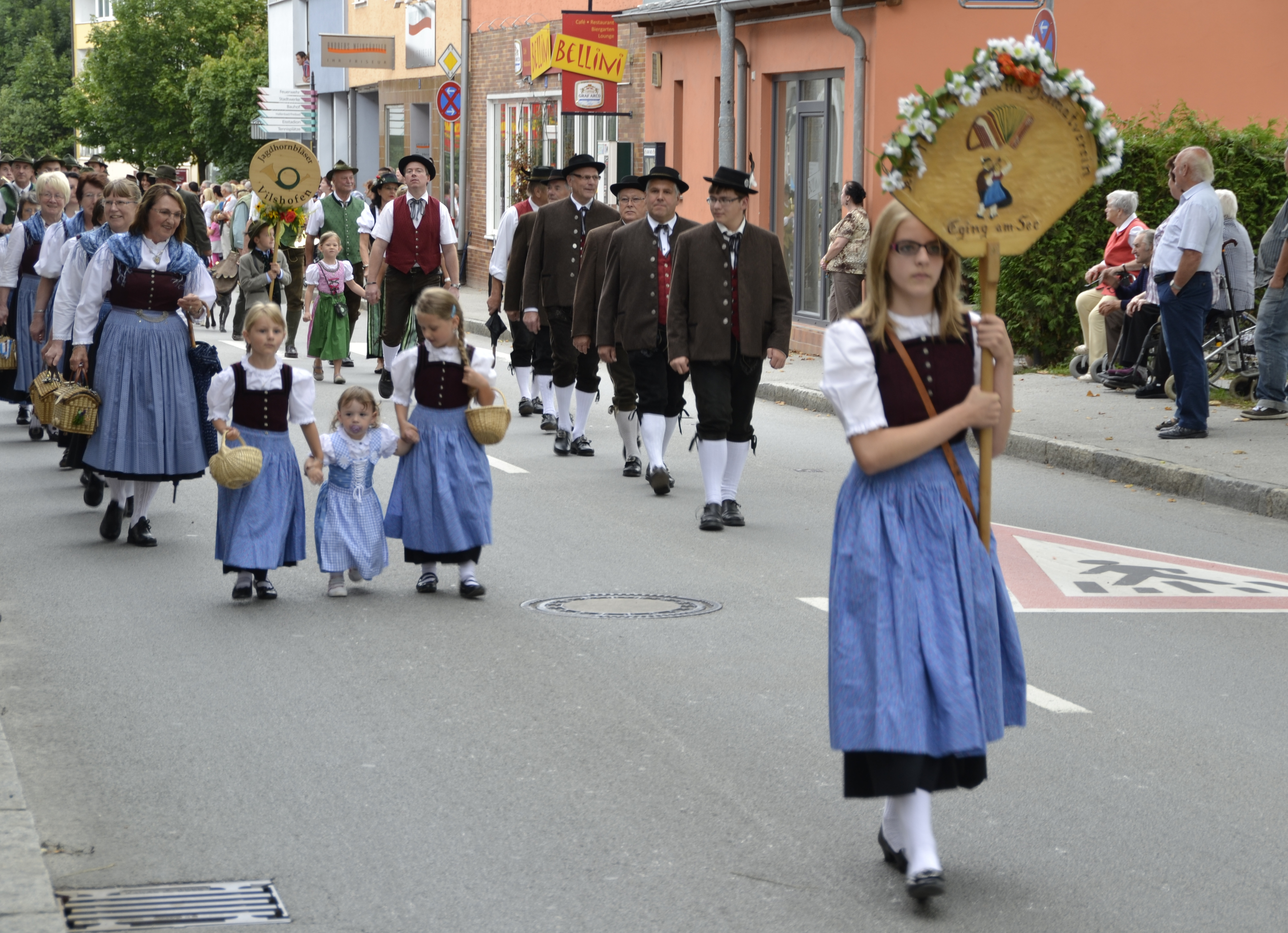
Historisch hochgeschlossene Dirndln bei einem Volksfestumzug

### Erfindung um 1900
Das Dirndlkleid, das kurz vor 1900 erfunden wurde, war ursprünglich ein rein städtisches Modephänomen. Ab etwa 1870/80 setzte sich das Dirndlkleid in der Oberschicht des Sommerfrischepublikums als typisch „ländliches“ Kleid durch. Maßgeblich beteiligt waren daran die jüdischen Brüder Moritz und Julius Wallach aus Geseke bzw. Bielefeld, die 1900 in München das Trachtenhaus Wallach gründeten. Der Durchbruch erfolgte 1910, als die Brüder Wallach zum 100-jährigen Jubiläum des Oktoberfests kostenlos den Landestrachtenzug ausstatteten. Hintergrund war der in der Heimatliteratur immer wieder kolportierte Gegensatz zwischen dem angeblich natürlichen, unverdorbenen und unverfälschten Landvolk und der Künstlichkeit und Verworfenheit der Stadtgesellschaft.
Der Grundschnitt geht auf die höfische Damenmode des 18. Jahrhunderts mit eng anliegendem Oberteil, Ausschnitt und weitem Rock zurück, der mit der Zeit in den städtischen und bäuerlichen Modegeschmack Einzug hielt. Bereits Ende des 18. Jahrhunderts kam in der höfischen Gesellschaft der Trend auf, sich in „ländlicher“ Umgebung von der Etikette und der Strenge des Hoflebens zurückziehen zu können. Die dabei getragene Damenbekleidung orientierte sich wiederum an der bäuerlichen Tracht (z. B. Schäfermode à la Tyrolienne), allerdings in einer romantisch-nachempfundenen Interpretation, die Abkehr von der Scheinhaftigkeit und Vordergründigkeit der höfischen Lebensweise hin zu einer schlichten Natürlichkeit illustrieren sollte.
Die Erfindung des Dirndlkleides markierte einen der wichtigsten Ausgangspunkte für das heutige Verständnis von alpenländischer Tracht. In der wirtschaftlich schlechten Zeit nach dem Ersten Weltkrieg wurde das Dirndl zum Kassenschlager, da es als schlichtes Sommerkleid eine preiswerte Alternative zu den oft teuren und aufwendig gearbeiteten historischen Frauentrachten war. In den 1930er Jahren wurde das Dirndlkleid besonders durch die Operette Im weißen Rößl weltweit Mode. Die patent-resche Rössl-Wirtin im feschen Dirndlgewand aus dem Stück von Ralph Benatzky wurde quasi zu einer Galionsfigur der Salzkammergut-Fremdenverkehrswerbung. Ebenso machte die singende und trachtentragende Trapp-Familie die Dirndlkleider bei den Salzburger Festspielen und später auf ihren weltweiten Tourneen überall bekannt.

### Zeit des Nationalsozialismus
Während der Zeit des Nationalsozialismus wurde die Mittelstelle Deutsche Tracht der NS-Frauenschaft unter Gertrud Pesendorfer (1895–1982) eingerichtet – der „Reichsbeauftragten für Trachtenarbeit“. Sie entwarf in diesem Rahmen die von ihr im nationalsozialistischen Sinn „erneuerte Tracht“. Das Dirndl wurde quasi „entkatholisiert“, die geschlossenen Kragen entfernt, die Silhouette stark verschlankt, die vormals bodenlange Rocklänge auf 7/8-Länge gebracht, die Arme nicht mehr bedeckt und damit modernisiert sowie erotisiert. Pesendorfer kreierte die eng geschnürte und geknöpfte Taille, die bis heute stilbildend für zeitgenössische Dirndlformen ist und die weibliche Brust stark betont. Pesendorfers erklärtes Ziel war es, die Tracht von „Überwucherungen [...] durch Kirche, Industrialisierung, Moden und Verkitschungen“ und „artfremden Einflüssen“ zu befreien und das „Wurzelechte“ wieder hervortreten zu lassen. In ihrem 1938 erschienenen Buch Neue Deutsche Bauerntracht Tirol machte Pesendorfer hinter aller Mannigfaltigkeit der Trachten „etwas Gemeinsames“ aus, „eine unnennbare Grundhaltung, die sie als eines der kostbarsten deutschen Volksgüter erscheinen lässt.“ Im Sinne des „NS-Ahnenerbes“ sollten Symbole wie Lebensbaum und -rad, Vogelpaare, Dreispross die „arisch reinen Bauerntrachten“ zieren und der „Stärkung der inneren Front“ dienen. Pesendorfer wurde – obwohl als gelernte Sekretärin ohne fundierte Ausbildung – zur Geschäftsführerin des Tiroler Volkskunstmuseums ernannt. Juden war die Nutzung von Volkskultur verboten, „obwohl diese sie zum Teil besser dokumentierten als alle Volkskundler damals und nachher“.
Nach 1945 war Pesendorfer weiterhin mit Nähkursen, als Beraterin und Autorin stark stilbildend in Sachen Tracht und Dirndl auf Grundlage ihrer vorherigen Forschungen tätig. Eine kritische Auseinandersetzung mit dem nationalsozialistischen Hintergrund ihres Tuns und der von ihr kreierten Dirndlformen blieb zu ihren Lebzeiten – bis in die 1980er Jahre – aus.

### Heute
Heute bezeichnet der Begriff Dirndl ein Kleid mit engem, oft tief rechteckig oder rund ausgeschnittenem Oberteil (Dekolleté), weitem, hoch an der Taille angesetztem Rock, dessen Länge mit der herrschenden Mode wechselt, und Schürze. Es wird sowohl auf Jahrmärkten und Kirchweihfesten im ländlichen Raum als auch auf größeren Volksfesten, wie dem Münchner Oktoberfest, dem Cannstatter Wasen oder dem Gäubodenvolksfest, vor allem in Süddeutschland und einigen Alpenregionen getragen. Während das Tragen entsprechender Kleidungsstücke noch in den 1970er Jahren auf Volksfesten kaum verbreitet war, nimmt es v. a. seit den 1990er Jahren sehr stark zu. Seit den 2000er Jahren nehmen sich, mit unterschiedlichen Resultaten, auch vermehrt Modeschöpfer des Themas Dirndl an.

## Symbolik der Schürzenschleifenposition
Laut zahlreicher Medienberichte um die Jahrtausendwende symbolisiere die Position der Schleife, mit der die Schürze gebunden ist, den Beziehungsstatus der Trägerin. Binde sich die Trägerin ihre Schleife auf der, aus ihrer Sicht, vorderen rechten Seite, signalisiere sie so, dass sie vergeben, verlobt oder verheiratet sei. Eine Schleife auf der vorderen linken Seite bedeute, dass die Trägerin nicht liiert sei. Eine vorn mittig gebundene Schleife solle symbolisieren, dass die Trägerin Jungfrau sei. Die hinten mittig gebundene Schleife zeige an, dass die Trägerin Witwe sei. Allerdings haben auch Bedienungen (z. B. Kellnerinnen) und einige Frauen aufgrund regionaler Traditionen die Schleife immer hinten mittig gebunden. Woher der grundsätzliche Bedeutungskodex stammt, lässt sich nicht nachvollziehen.
Nach Angaben des Trachtenvereins Miesbach ist die Symbolik der Schleifenposition eine erfundene Tradition ohne historische Grundlagen. Die Schleife als Kennzeichen des Familienstandes sei überflüssig, da verheiratete Frauen ohnehin anders als ledige Mädchen gekleidet gewesen seien. Darüber hinaus scheint es in einer traditionell christlich geprägten, ländlichen Gesellschaft mit ihrem konservativen Moralkodex schwer vorstellbar, dass eine unverheiratete Frau mit einer links getragenen Schleife dem Gegenüber offen signalisiert habe, dass sie ungebunden, nicht verlobt, unverheiratet und gleichzeitig keine Jungfrau mehr sei. Laut der Volkskundlerin Gesine Tostmann ist es reine Geschmackssache, ob die Schürzenbänder hinten oder vorn zur Schleife gebunden werden. Allerdings überliefert Tostmann die Positionierung der Schleife vorn rechts für verheiratete und die vorn links für ledige Frauen als historische Praxis.

## Dirndl-Varianten

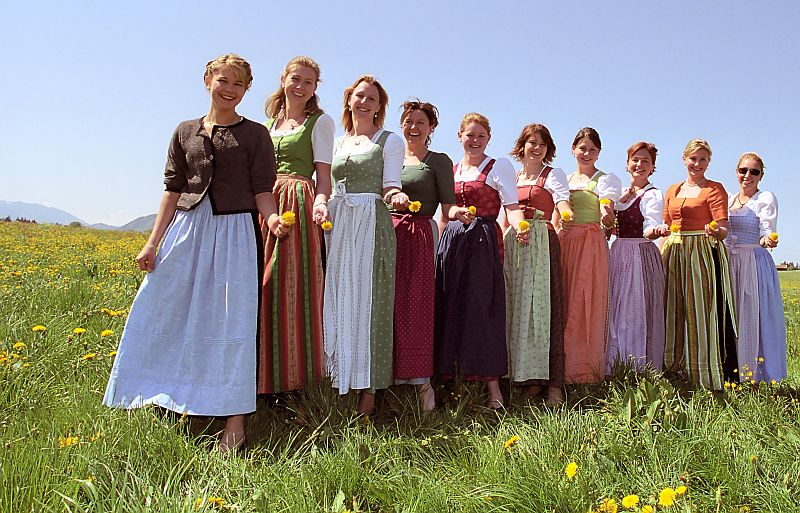
Dirndln in verschiedenen Farben und Formen

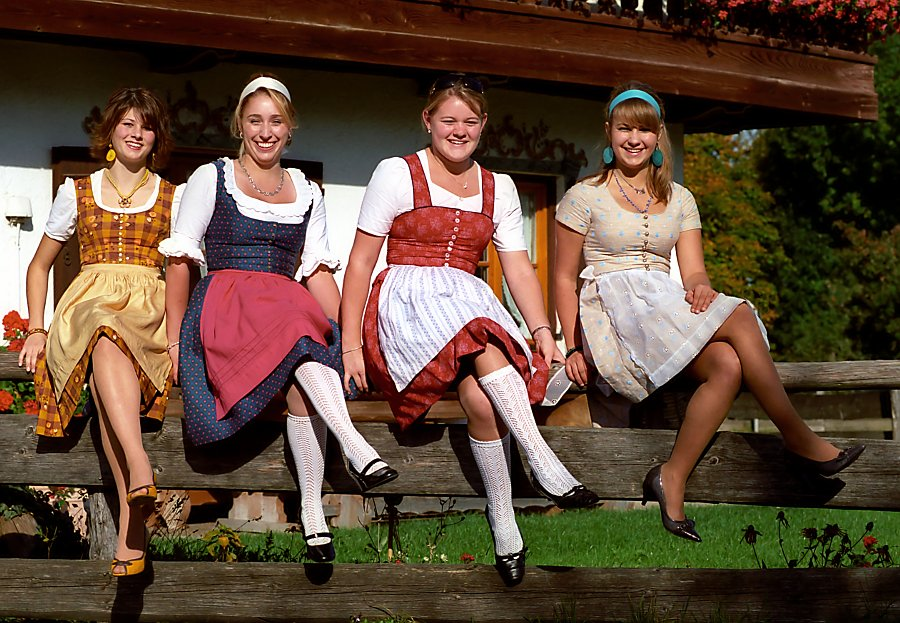
Moderne Kurzdirndln

Je nach Anlass kann ein Dirndl aus einfarbigem oder bedrucktem Baumwollstoff, Leinen oder aus Seide gefertigt sein. Meist ist es einteilig mit Verschluss (Reißverschluss, Haken und Ösen, verschiedenartigen Knöpfen oder Schnürung) vorn mittig. Ein Reißverschluss kann auch am Rücken oder an der Seite angebracht sein. Traditionell hat das Dirndl eine Tasche vorn oder an der Seite eingearbeitet, die unter der Schürze verborgen ist. Dazu wird eine meistens weiße Dirndlbluse (mit Puffärmeln oder schmalen Ärmeln, lang- oder kurzärmelig) getragen, die nur bis kurz unter die Brust reicht, sowie ein Schultertuch oder ein kurzes Halstuch. Ein Kropfband (Würgerband) mit Schmuckanhänger ergänzt oft das Dirndl.
Unterschieden werden kann einerseits zwischen einem klassischen Trachtendirndl, einem einteiligen Kleid mit Schürze, auch aus Stoffen mit traditionellen Mustern, und andererseits einem Landhauskleid, das aus grauem oder farbigem Leinen, teilweise mit Ledermieder oder -besatz, gefertigt ist.
Daneben kreieren auch Modedesigner Dirndl-Varianten.

## Besonderes
Das Dirndlfliegen oder Dirndlspringen ist seit den 1990er Jahren vor allem im österreichischen und bayerischen Alpenraum verbreitet. Dabei springen Frauen (und auch Männer) im Dirndl von einem Sprungbrett in einen See oder ein Schwimmbecken, die Flugfiguren werden von einer Jury bewertet. Diese Form des Wasserspringens ist eher dem Bereich Funsport zuzuordnen.
Im Jahr 2016 brachte die Österreichische Post eine gestickte Briefmarke in Form eines Dirndls heraus.